# 井上幸孝
井上 幸孝（いのうえ ゆきたか）は、日本のメキシコ史研究者。専修大学国際コミュニケーション学部教授。

## 著書
- 『メソアメリカを知るための58章』（明石書店、2014年） ISBN 978-4750340098
- 『人間と自然環境の世界誌―知の融合への試み』（専修大学出版局、2017年） ISBN 978-4881253090
- 『ビジュアル図解　マヤ・アステカ文化事典』（柊風舎、2020年） ISBN 978-4864980722